# Butte de Vauquois
La butte de Vauquois est un des haut lieux où se déroulèrent les combats de l'Argonne au cours de la Première Guerre mondiale, qui opposèrent les armées allemande et française, situé sur le territoire de la commune de Vauquois, dans le département de la Meuse.

## La butte de Vauquois pendant la Grande Guerre
Le village de Vauquois était, en 1914, construit au sommet d'une butte qui dominait la plaine environnante à 290 mètres d'altitude, ce qui en faisait un observatoire et un point de repère pour le réglage des tirs d'artillerie pendant la Première Guerre mondiale. A l'automne 1914, les Allemands transformèrent le village en une véritable forteresse.
Les Français et les Allemands s’enterrèrent dans des tranchées au sommet de la butte qui fut transformée par plus de 500 explosions utilisant 1 000 tonnes d’explosifs, le village de Vauquois fut totalement détruit[réf. souhaitée].
De février à mars 1915, les ruines du village furent âprement disputées. Le 31e Régiment d'infanterie parvint à atteindre les ruines de l'église mais dû se replier à mi-pente. Les autres assauts étant infructueux, la guerre des mines paru alors la seule alternative.
Des kilomètres de galeries (environ 23) furent creusés, s’étageant sur plusieurs niveaux, jusqu’à 100 mètres de profondeur, dans le but de pénétrer sous le camp ennemi en lui causant le plus de pertes possibles par l'explosion de mines. La guerre des mines se poursuit pour atteindre son paroxysme en mai 1916. Un immense entonnoir fut créé par l'explosion d'une mine de 60  à   80 tonnes qui tua 108 soldats français, sans produire de décision. En mars 1918, la guerre de mines est abandonnée. Les troupes italiennes relevèrent les Français en mai 1918. Un dernier coup de main à lieu le 4 août 1918 et en septembre Américains et Français prennent possession de la position définitivement.

## Le site
La butte de Vauquois est un symbole de l’acharnement des combats de la Grande Guerre. Le sommet de la butte se trouve, aujourd'hui, à une quinzaine de mètres en dessous de son niveau de 1914. Au milieu d'un paysage semé de cratères, a été érigé en 1925 un monument en mémoire des 10 000 combattants morts et disparus dans les combats.
Les terrains de zone rouge d'une superficie de 39 ha sont classés monument historique depuis 1937.
Le site est ouvert au public et constitue un témoignage de la folie guerrière de chaque camp et de la « guerre des mines ». Une association de bénévoles, l'association des amis de Vauquois et de sa région, entretient et restaure le site pour conserver ce témoignage de l'histoire. Cette association propose une visite guidée des souterrains le premier dimanche de chaque mois ou sur rendez-vous pour des groupes.

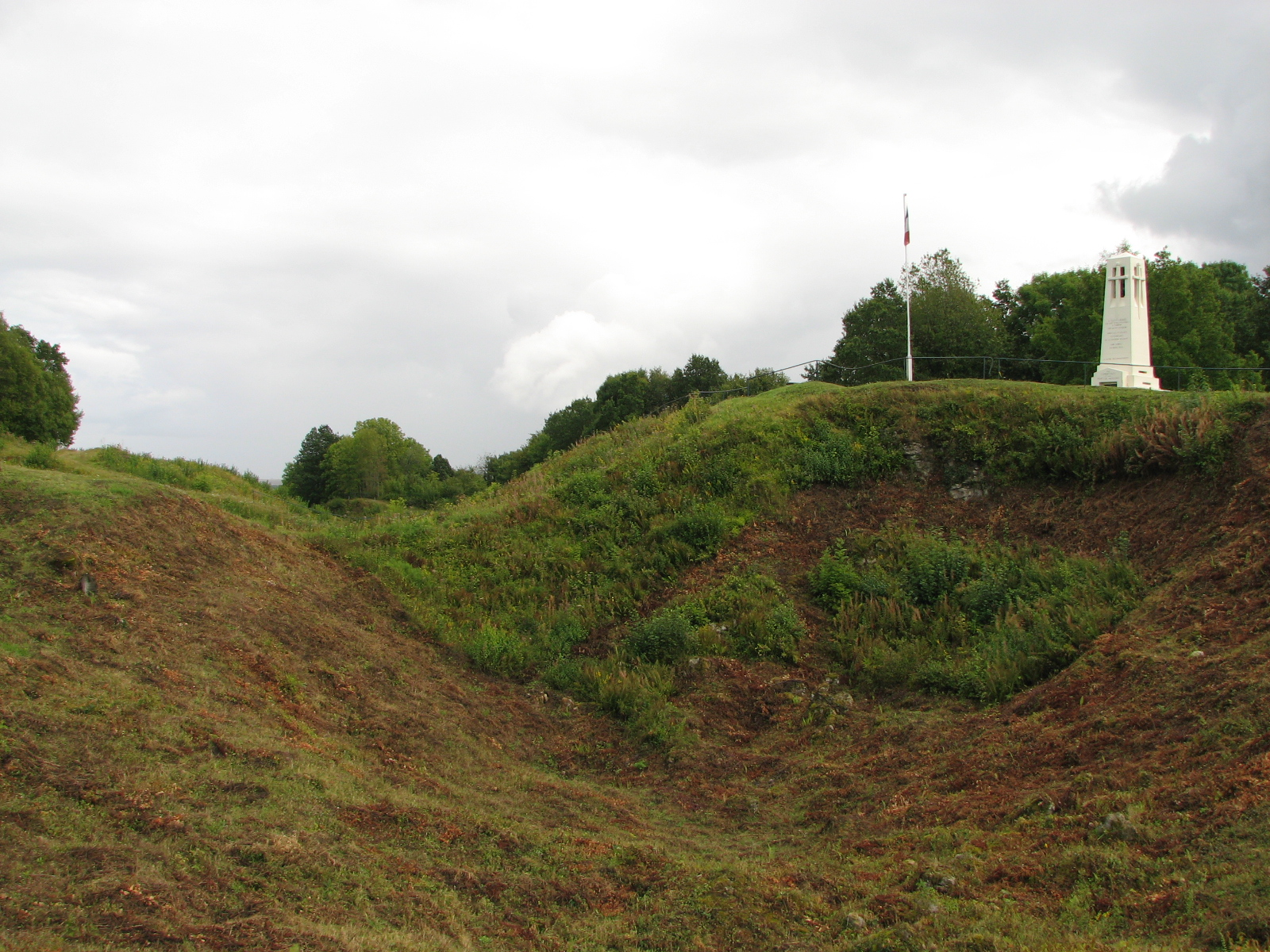
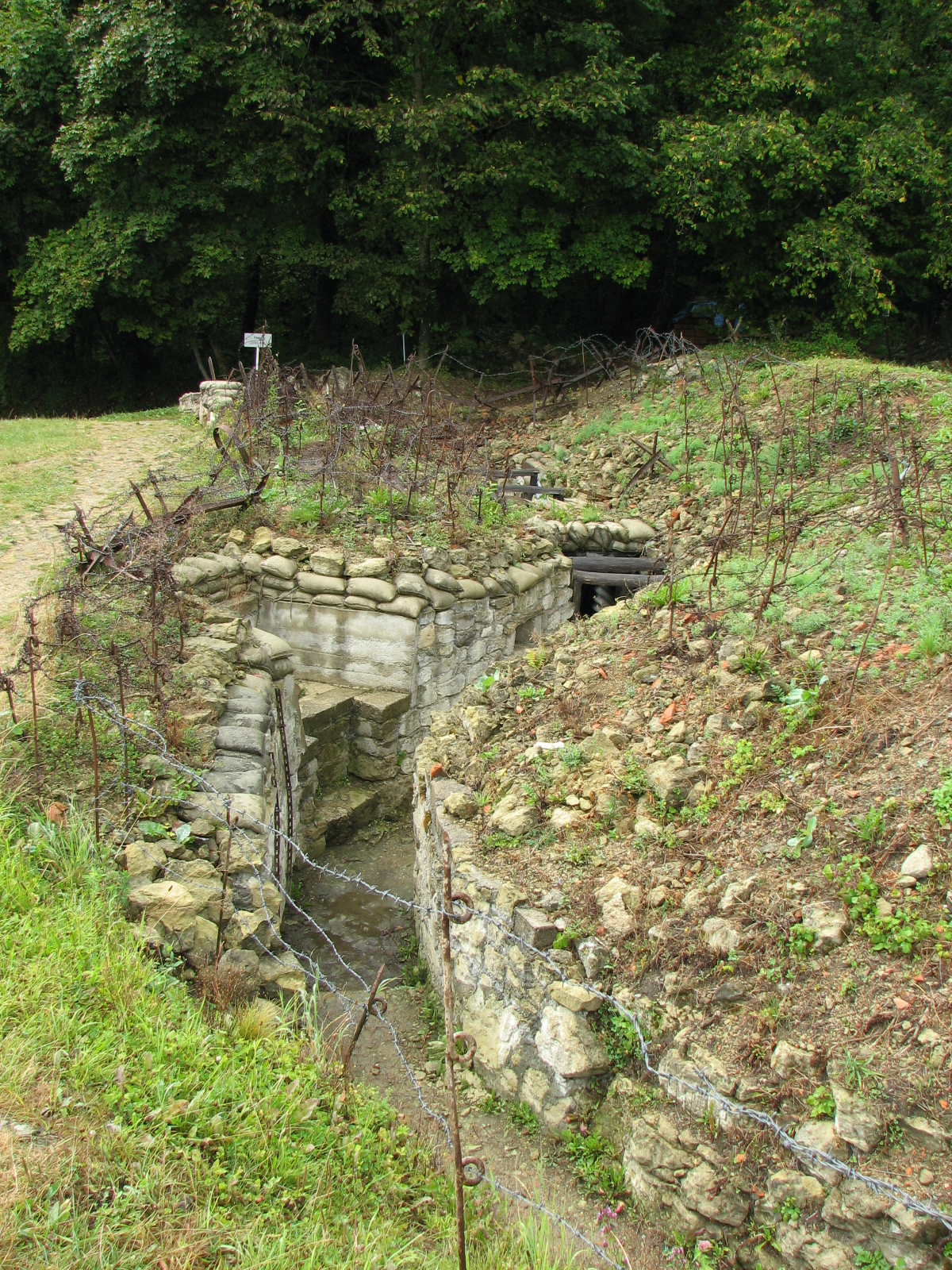
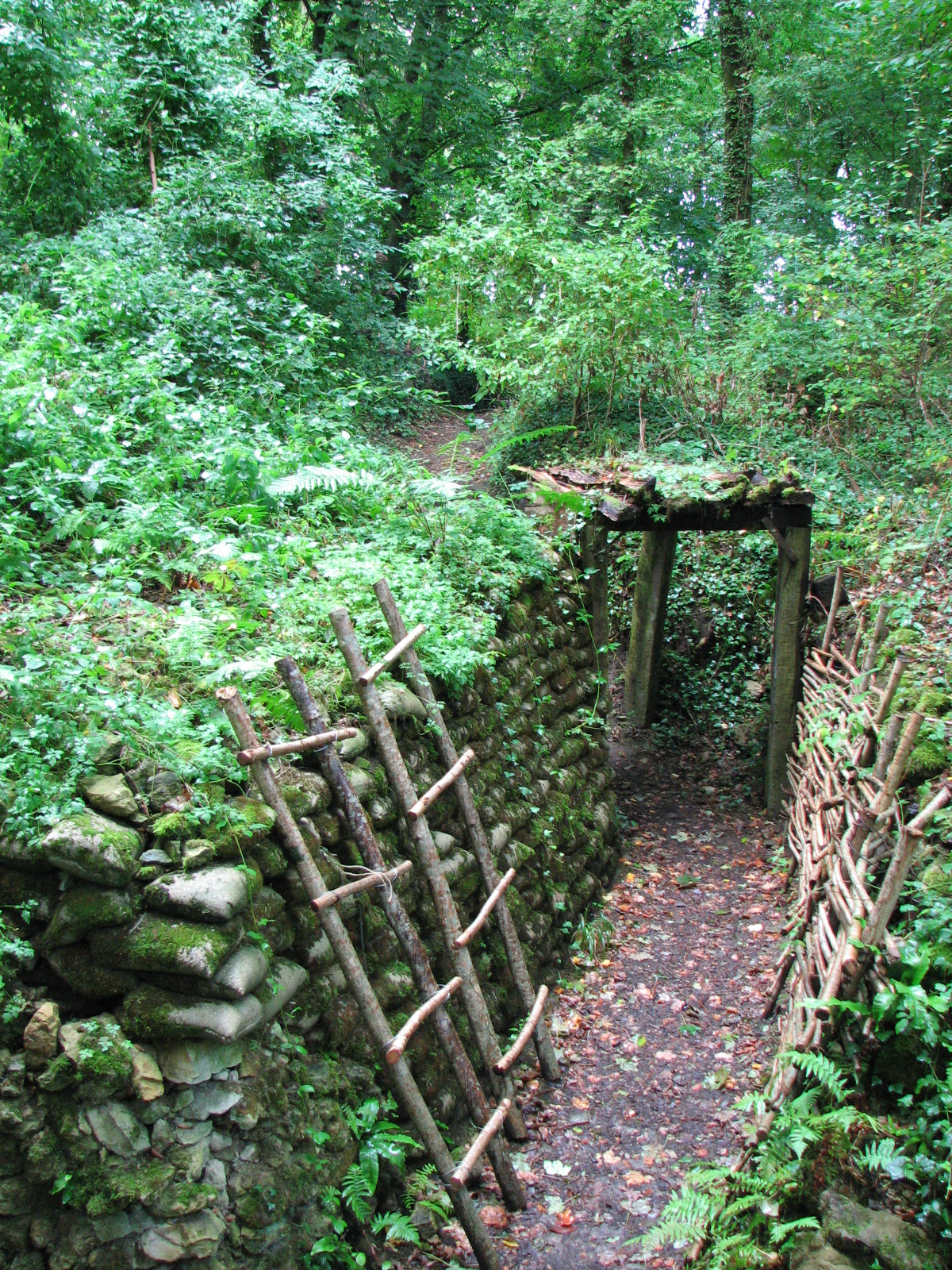
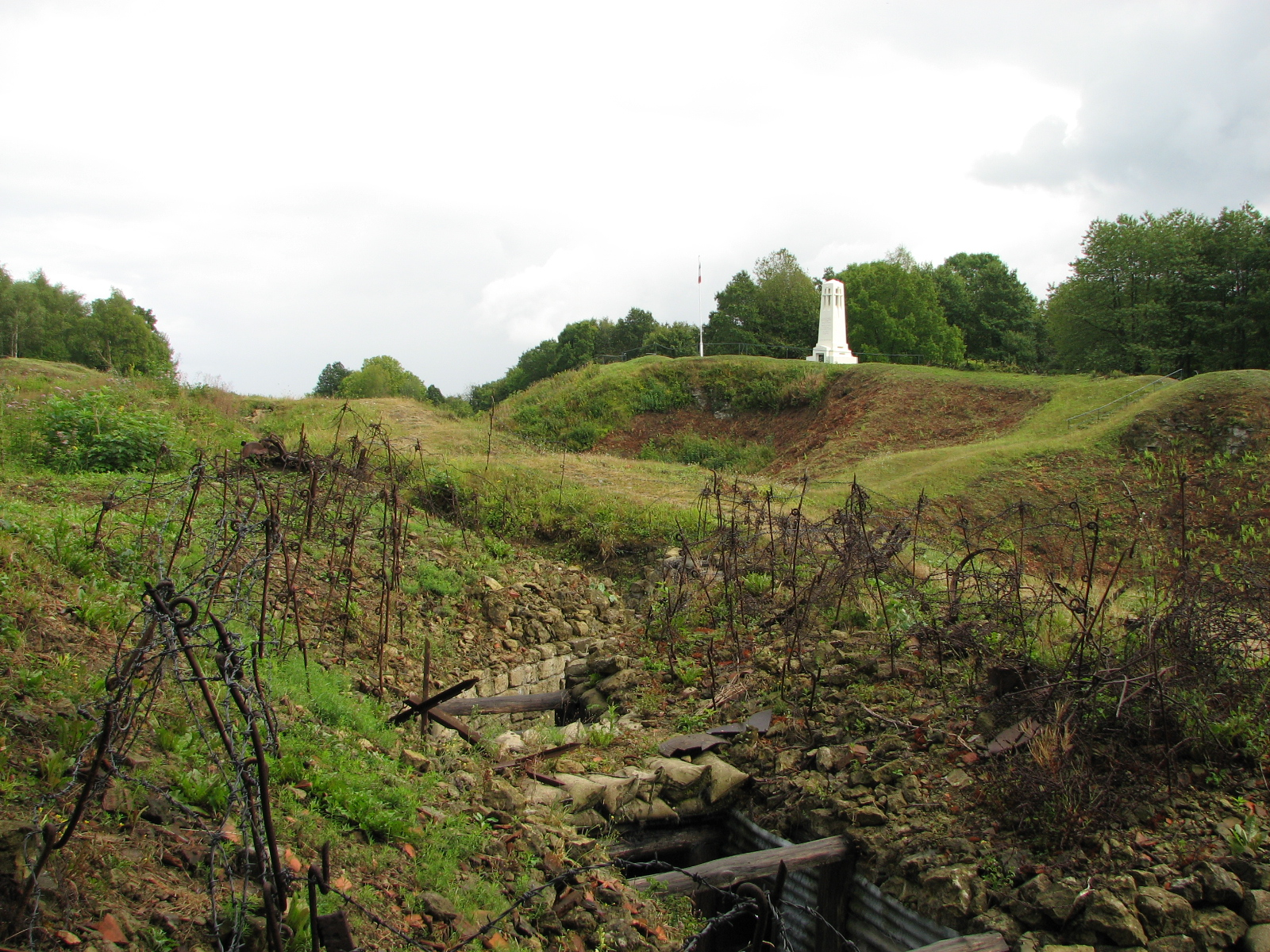
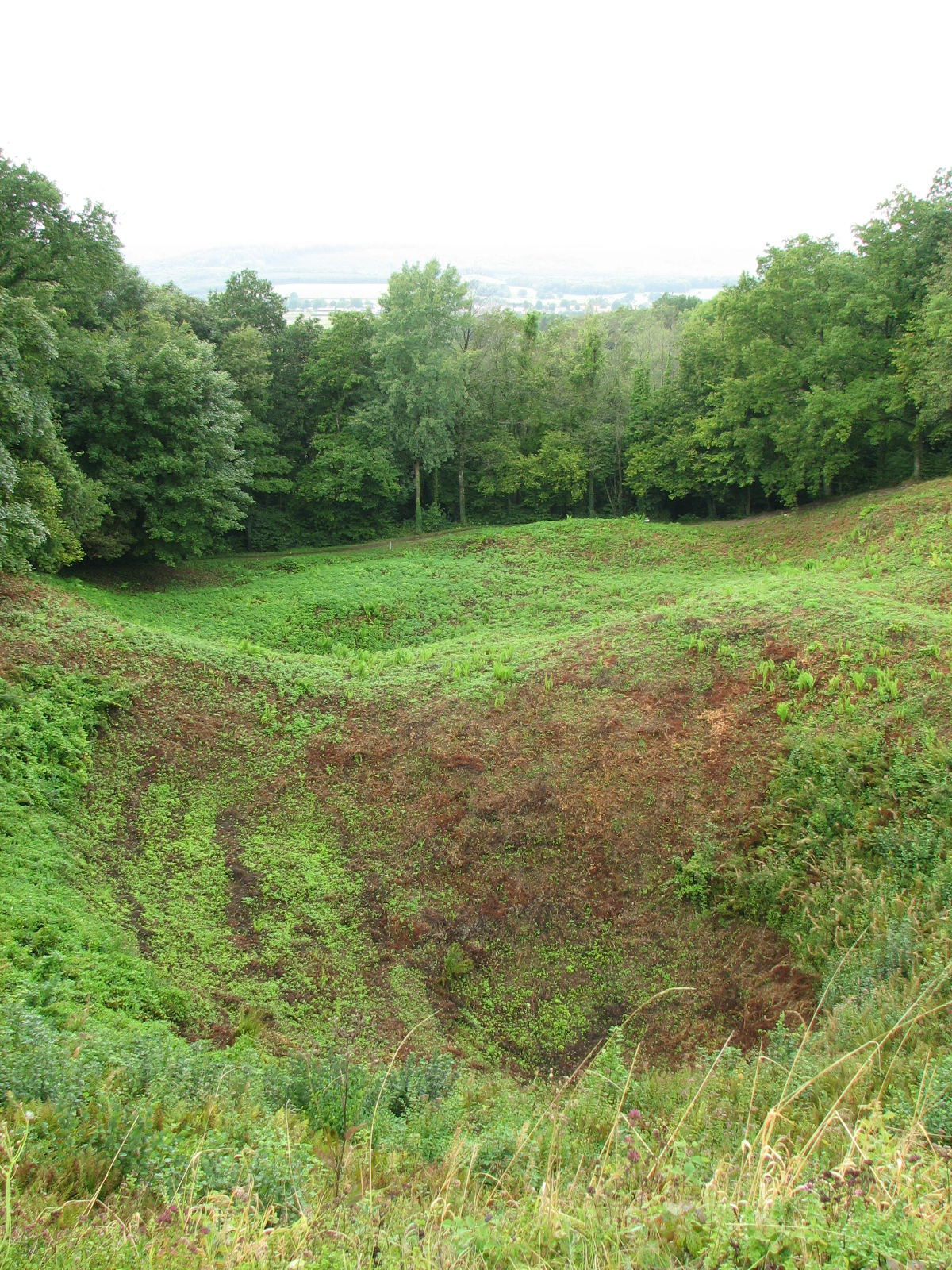

## Monument «Aux combattants et aux morts de Vauquois»

### Historique
Le monument de Vauquois fut édifié à l'initiative des amicales d'anciens combattants des 46e, 31e, 76e et 89e régiments d'infanterie, pour honorer la mémoire des morts de la 10e division d'infanterie du 5e corps d'armée. Il fut achevé à l'emplacement de l'ancienne mairie de la commune, à la fin de 1925.

### Caractéristiques
Le monument a la forme d'une tour de pierres ajourée à son sommet sur les quatre côtés. Chaque ouverture est barrée d'une épée sculptée pointe en bas, en signe de paix. Le groupe sculpté représente deux soldats français en tenue de 1915, l'un veillant, appuyé sur son fusil, avec à la main une grenade, l'autre endormi, dans la tranchée. Au-dessus d'eux, les restes du marronnier, mutilé par les obus[réf. souhaitée]. L'architecte du monument est le Parisien Édouard Monestès, la sculpture au pied de la tour est l'œuvre du sculpteur sétois, Marius Roussel, qui combattit à Vauquois dans 31e régiment d'infanterie.

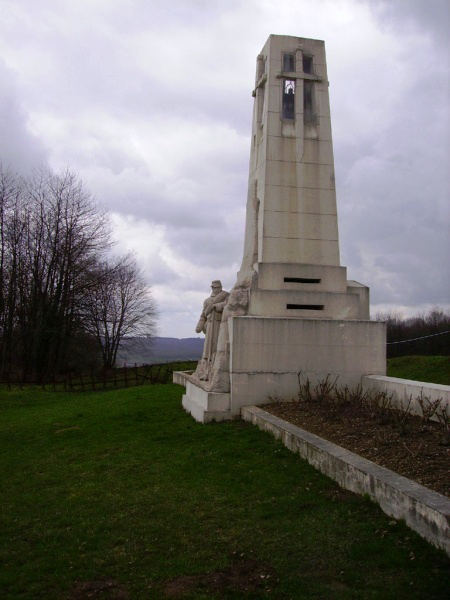
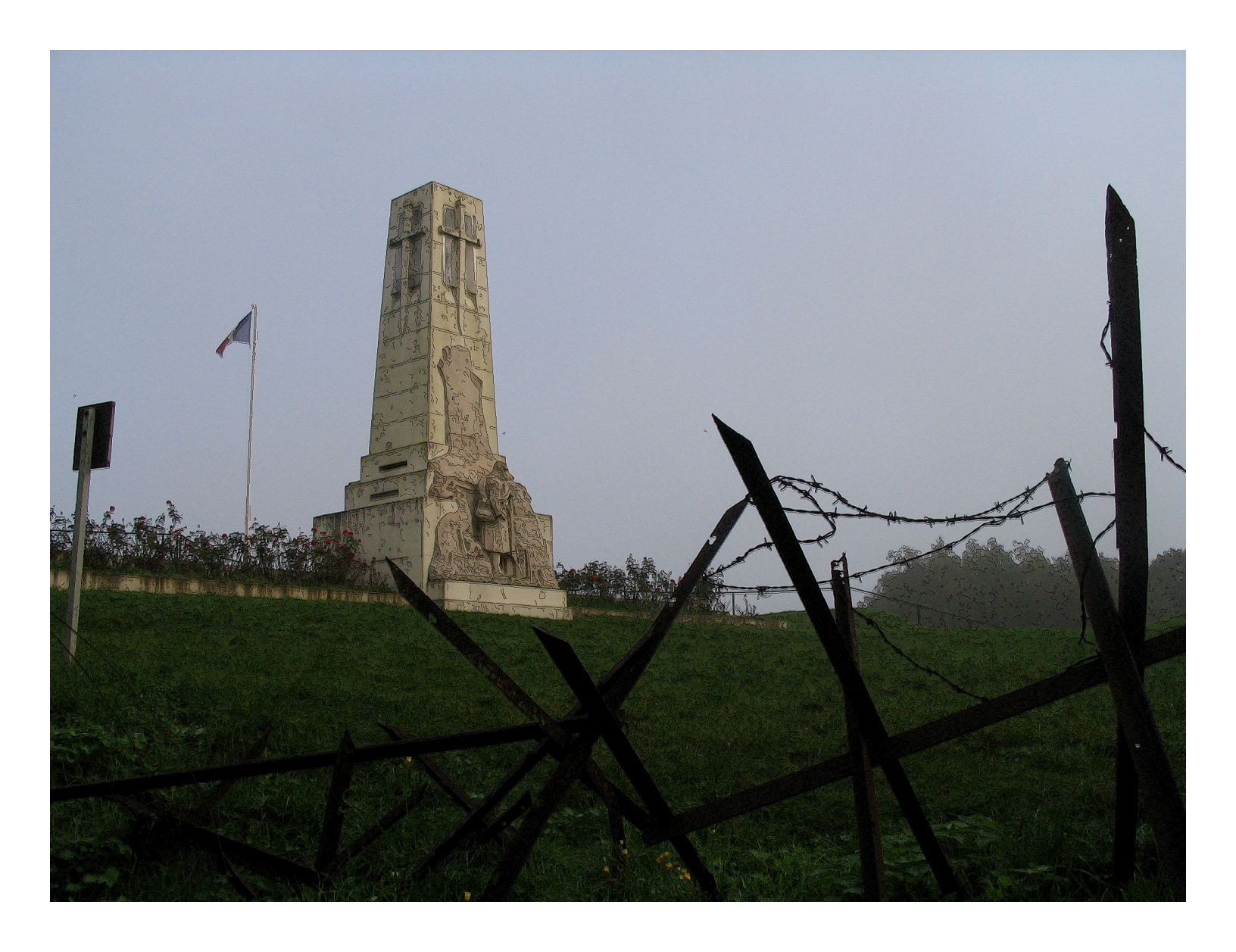
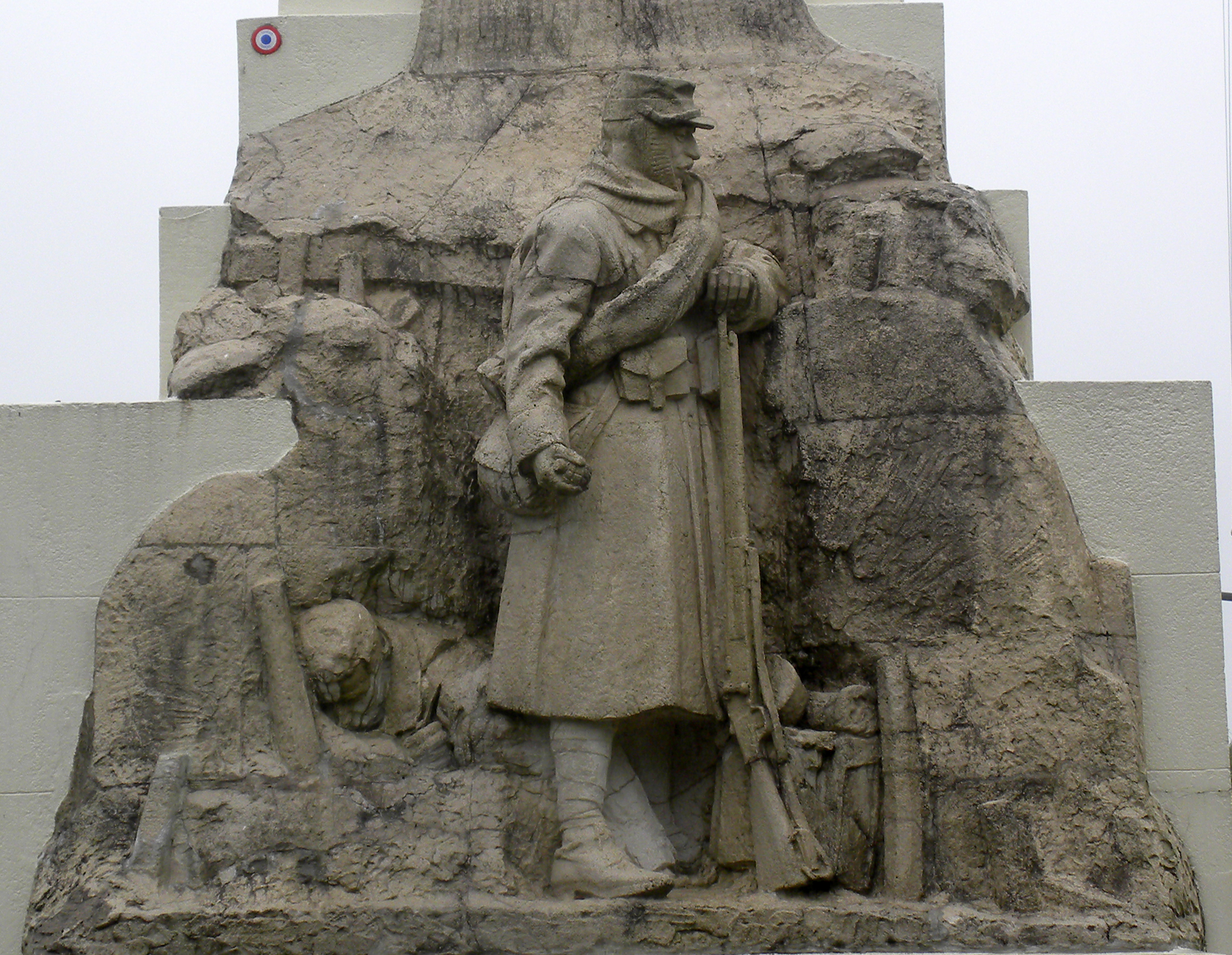
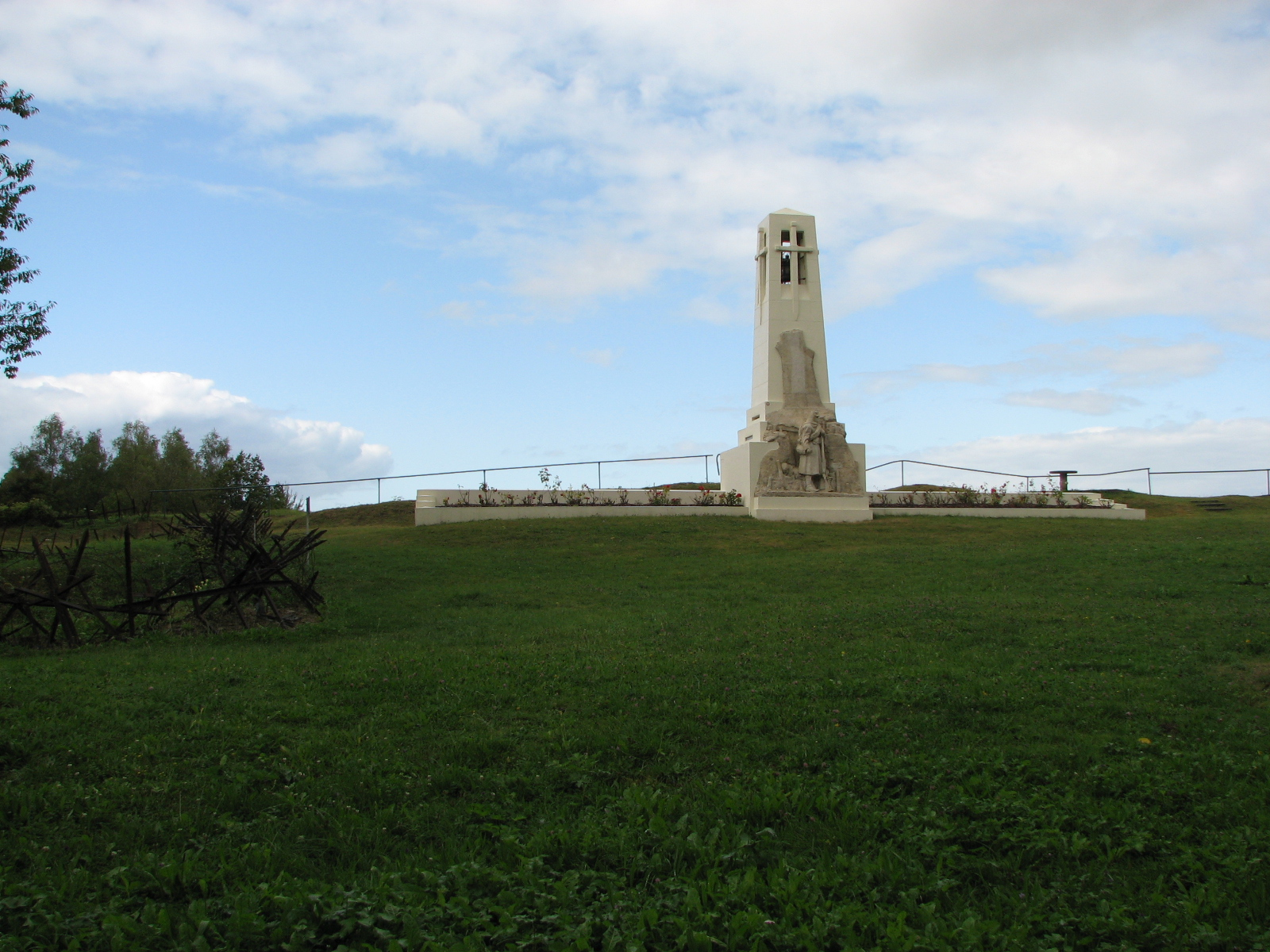